# Hilja Vilkemaa
Hilja Vilkemaa, född 1887, död 1976, var en finländsk kvinnorättsaktivist. 
Hon var ordförande för Suomalainen naisliitto 1927–1932 och 1953–1969.
Vilkemaa var riksdagsledamot i det nationella framstegspartiet 1920–1922 och representerade Åbo läns norra valkrets.